# (16152) 1999 YN12
(16152) 1999 YN12 est un astéroïde troyen de Jupiter de 16,177 km de diamètre découvert en 1999.

## Description
(16152) 1999 YN12 a été découvert le 30 décembre 1999 à San Marcello Pistoiese (Italie) par Luciano Tesi et Maura Tombelli.

### Caractéristiques orbitales
L'orbite de cet astéroïde est caractérisée par un demi-grand axe de 5,13 UA, un périhélie de 4,64 UA, une excentricité de 0,09 et une inclinaison de 3,46° par rapport à l'écliptique. Du fait de ces caractéristiques, à savoir un demi-grand axe compris entre 4,6 et 5,5 UA et un périhélie inférieur à 0,3 UA, il est classé, selon la JPL Small-Body Database, astéroïde troyen de Jupiter du camp grec. Il est situé au point de Lagrange L4 du système Soleil-Jupiter.

### Caractéristiques physiques
(16152) 1999 YN12 a une magnitude absolue (H) de 12,0 et un albédo estimé à 0,129, ce qui permet de calculer un diamètre de 16,177 km. Ces résultats ont été obtenus grâce aux observations du Wide-field Infrared Survey Explorer (WISE), un télescope spatial américain mis en orbite en 2009 et observant l'ensemble du ciel dans l'infrarouge, et publiés en 2011 dans un article présentant les résultats concernant 1 739 astéroïdes troyens de Jupiter et 349 candidats.